# Багвалинский язык
Багвали́нский язы́к (также багулальский, багвалальский, кванадинский; багв. багвалал мисӀсӀ, авар. багвалазул) — язык багулалов (багвалинцев), принадлежит к андийской подгруппе нахско-дагестанской семьи языков.
Багвалинский язык распространён в нескольких сёлах на севере Дагестана, общее число носителей достигает нескольких тысяч человек. Он считается бесписьменным. В качестве родного языка в багвалинских школах преподаётся аварский, который исторически служил в регионе языком межэтнического общения и оказал большое влияние на лексику багвалинского. Посредством аварского языка в багвалинский проникло много тюркизмов, иранизмов и в особенности арабизмов. В XX веке язык также заимствовал множество слов из русского.
Отличительными чертами багвалинского языка в фонетике являются различение сильных и геминированных согласных, наличие фрикативных абруптивных согласных, а также двух видов ударения. С точки зрения грамматики багвалинский язык характеризуется агглютинативной морфологией, эргативным кодированием актантов, богатой системой словоизменения глагола, наличием категории именных классов и частым использованием редупликации в словообразовании.

## Название
Исконно багвалинцы не имели общего самоназвания. Свой язык жители каждого села, в котором распространён багвалинский, называли по этому селу. Этнонимы «багвалинцы», «багвалинский» (багв. /bagwalal mis’ː/, багвалал мисӀсӀ) — аварского происхождения. Этим словом обозначали жителей правого берега реки Андийское Койсу: собственно багвалинцев и тиндинцев. Можно встретить другие варианты этнонима: «багулальский», «багвалальский». Язык также иногда называют «кванадинский» по названию села Кванада.

## Социолингвистическая ситуация

### Распространение
На багвалинском языке говорят в сёлах Кванада, Хуштада, Гимерсо и Тлондода Цумадинского района и сёлах Тлиси и Тлибишо Ахвахского района, вдоль правых притоков Андийского Койсу. Значительная часть этнических багвалинцев проживает за пределами багвалинского ареала, в равнинной части Дагестана — в переселенческих сёлах и кутанах в Кизилюртовском, Кизлярском и Хасавюртовском районах, а также в Махачкале и Астрахани или в других регионах России.

### Число носителей
Число носителей трудно установить в связи со сложностями в этнической и языковой самоидентификации. По данным переписи 1886 года, всего в багвалинских сёлах проживало 1989 человек; по переписи 1926 года — 3301 человек. С 1939 по 2002 годы в СССР и России багвалинцев в переписях записывали как аварцев. Согласно переписи 1997 года, в багвалинских сёлах жило более 3400 человек.
По переписи 2010 года, всего багвалинским языком владеет 1435 россиян, а самих багвалинцев всего 5 человек — однако, по оценкам учёных, эти значения гораздо ниже реальных. С 1990 года лингвисты оценивали число говорящих по-разному: около 2000, 4000, 5000–6000, 7000 или 12 000 человек. По данным хозяйственных книг администраций багвалинских сёл, в 2010-х количество их жителей превышало 12 000 человек. Около двух тысяч переселенцев из села Кванада проживают на равнине.

### Статус
Багвалинский — бесписьменный язык; его статус как бесписьменного закреплён в Конституции Республики Дагестан. Он не используется в СМИ или в документообороте, однако иногда используется в мусульманских обрядах. Багвалинский является в первую очередь языком бытового общения. В школах преподавание ведётся на аварском языке, он же преподаётся в качестве родного. При этом багвалинский используется в дошкольном обучении и домашнем воспитании. В наши дни он по-прежнему является основным средством общения между багвалинцами, но подростки и молодёжь в целом владеют им хуже, чем взрослые люди.

### Многоязычие
Несмотря на географическую близость с ареалами ахвахского и каратинского языков, немногие багвалинцы владеют ими; общение между людьми из сёл с разным языком происходит на аварском. Между тем развит пассивный билингвизм: так, многие багвалинцы из Тлибишо понимают  каратинский язык, но не могут на нём говорить. До установления в Дагестане советской власти багвалинцы использовали арабский язык для составления местных юридических документов. Сейчас знание арабского значительно менее распространено. Большинство взрослых носителей также владеют аварским и русским языками. Вплоть до 1950-х годов обучение в местных школах шло на аварском языке. После этого основным языком обучения стал русский, а аварский изучали только в старших классах. В наши дни русским владеет большее число багвалинцев, чем аварским.

## Классификация и диалекты
Багвалинский язык принадлежит к андийской подгруппе аваро-андо-цезской группы нахско-дагестанской семьи. Он наиболее близок к чамалинскому и особенно тиндинскому языкам, также входящим в число андийских языков. Лингвист Того Гудава в своей классификации андийских языков объединил багвалинский и тиндинский как диалекты одного языка. При этом между багвалинским и тиндинским нет взаимопонимания. По данным лексикостатистики, процент совпадений в стословных списках Сводеша между диалектами багвалинского составляет 91–93 %, между багвалинским и тиндинским— 85 %, с диалектами чамалинского — 72–75 %.
В каждом багвалинском селении распространён собственный говор, все они взаимопонимаемы. Многие исследователи выделяют три диалектные группы, объединяя идиомы селений Кванада и Гимерсо, Хуштада и Тлондода, Тлиси и Тлибишо.

## Фонетика

### Фонология
В багвалинском языке типичная для андийских языков система гласных, состоящая из пяти базовых фонем: /a/, /e/, /i/, /o/, /u/, все они могут подвергаться удлинению, все, кроме /o/, могут подвергаться назализации. Не определён статус дифтонгоидных сочетаний типа /aj/, /ew/.
|         | передние        | средние         | задние          |
| ------- | --------------- | --------------- | --------------- |
| верхние | i • iː • ĩ • ĩː |                 | u • uː • ũ • ũː |
| средние | e • eː • ẽ • ẽː |                 | o • oː          |
| нижние  |                 | a • aː • ã • ãː |                 |

|                      |             |             | губные | зубные | зубные | боковые | боковые | свистящие | свистящие | шипящие | шипящие | палата- льные | заднеязычные | заднеязычные | увулярные | увулярные | эмф. лар. | ларингальные | ларингальные |
| неог.                | огуб.       | неог.       | губные | огуб.  | неог.  | огуб.   | неог.   | огуб.     | неог.     | огуб.   | неог.   | палата- льные | огуб.        | неог.        | огуб.     |           | эмф. лар. |              |              |
| -------------------- | ----------- | ----------- | ------ | ------ | ------ | ------- | ------- | --------- | --------- | ------- | ------- | ------------- | ------------ | ------------ | --------- | --------- | --------- | ------------ | ------------ |
| взрывные и аффрикаты | звонкие     | звонкие     | b      | d      | dʷ     |         |         |           |           | d͡ʒ      |         |               | g            | gʷ           |           |           |           |              |              |
| взрывные и аффрикаты | глухие      | глухие      | p      | t      | tʷ     |         |         | t͡s        | t͡sʷ       | t͡ʃ      | t͡ʃʷ     |               | k            | kʷ           | q         | qʷ        |           |              |              |
| взрывные и аффрикаты | абруптивные | абруптивные |        | tʼ     | tʷʼ    | tɬʼ     | tɬʷʼ    | t͡sʼ       | t͡sʷʼ      | t͡ʃʼ     | t͡ʃʷʼ    |               | kʼ           | kʷʼ          | qʼ        | qʷʼ       |           | ʔ            |              |
| фрикативные          | звонкие     | звонкие     |        |        |        |         |         | z         | zʷ        | ʒ       | ʒʷ      |               |              |              | ʁ         | ʁʷ        | ʕ         |              |              |
| фрикативные          | глухие      | слабые      |        |        |        | ɬ       |         | s         | sʷ        | ʃ       | ʃʷ      |               | x            |              | χ         | χʷ        | ħ         | h            | hʷ           |
| фрикативные          | глухие      | сильные     |        |        |        | ɬ̄       |         | s̄         | s̄ʷ        | ʃ̄       |         |               |              |              | χ̄         | χ̄ʷ        |           |              |              |
| фрикативные          | абруптивные | абруптивные |        |        |        |         |         | sʼ        | sʷʼ       | ʃʼ      | ʃ̄ʷʼ     |               |              |              |           |           |           |              |              |
| носовые              | носовые     | носовые     | m      | n      |        |         |         |           |           |         |         |               |              |              |           |           |           |              |              |
| плавные              | плавные     | плавные     |        | r      | rʷ     | l       | lʷ      |           |           |         |         |               |              |              |           |           |           |              |              |
| глайды               | глайды      | глайды      | w      |        |        |         |         |           |           |         |         | j             |              |              |           |           |           |              |              |

Фрикативные согласные, кроме заднеязычных, различаются по силе (например, /sim/ «губа» — /s̄im/ «желчь»). В аффрикатах противопоставление по силе утрачено. В отличие от других нахско-дагестанских языков, в багвалинском обычно хорошо различаются сильные согласные, произносимые более интенсивно, и геминированные, произносимые дольше (например /eʃ̄i/ «запер» — /eʃʃi/ «выткал»). Все согласные, кроме губных, также могут различаться по огубленности-неогубленности.
Особенностью багвалинского языка также является наличие абруптивных фрикативных согласных /sʼ/ и /ʃʼ/, а также огубленных согласных на конце слов. Эти черты редко встречаются в языках мира. Глухие согласные имеют придыхание, в отличие от звонких. Звонкие согласные могут произноситься глухо в начале слова, но отсутствие придыхания позволяет отличать их от глухих.

### Слоговая структура иморфонология
Допустимы слоги вида CV, CVC и CVRT. Слова, состоящие из более чем трёх слогов, могут подвергаться упрощению: где возможно, выпадают гласные. Стечения согласных редко встречаются на конце слов. В случае образования на конце двух согласных, первый из которых шумный, между ними вставляется эпентетический гласный [i].
После назализованных гласных плавные согласные переходят в носовые, а гласный теряет назализацию (/r-itã/ «потерялись» + показатель деепричастия /r-o/ → [r-ita-n-o] «потерявшиеся»). Таким же образом после огубленных согласных /i/ переходит в /u/, а согласный теряет огубленность (при образовании деепричастия от глагола /b-at͡ʃʷa/ «расстилаться» с помощью суффиксов /ira:-χ/ получается форма [b-at͡ʃ-ura:-χ]).
Зияния гласных не встречаются. Зияния, появляющиеся на границах морфем, разрешаются падением первой из двух гласных (например, при присоединении каузативного суффикса /e:/ к глаголу /b-ec’i/ «наполняться» образуется форма [b-ec'-e:]). Если первый гласный был долгим или назализованным, этот признак переносится на оставшийся второй гласный. Зияния, появляющиеся при присоединении клитик, разрешаются эпентезой [j] (например, при присоединении вопросительной клитики /o:/ к слову /he-ɬa/ «для чего» получается форма [he-ɬa-jo:]). В редких случаях возможны оба варианта разрешения зияния.

### Просодия
Слова багвалинского языка могут иметь «слабое» или «сильное» ударение, а также быть «безударными». Существуют минимальные пары, противопоставленные по типам ударения: например, слово /q’ani/ с «сильным» ударением на последнем слоге означает «съел», а без ударения — «еда». Подобные минимальные пары есть и для односложных слов (например, /huns'/ с «сильным» ударением означает «мёд», а без ударения — «дверь»). Интенсивность ударения коррелирует с классовой принадлежностью слов: в именах III класса ударение проявляется слабее. В глаголах акцентная схема может коррелировать с семантикой для некоторых семантических групп: так, глаголы еды и питья имеют «сильное» ударение, а все глаголы, связанные с речью, «безударные».
Фразовая интонация развита слабо. Обычно в начале фразы интонация повышается, а в конце падает. Вопросительные предложения могут иметь дополнительное изменение интонации посреди фразы.

## Грамматика
Морфология багвалинского языка — агглютинативная с элементами аналитизма.

### Имя существительное
Существительные имеют четыре основы, от которых образуются различные формы: прямая и косвенная основы единственного числа и прямая и косвенная основы множественного числа. Исходной (немаркированной) является прямая основа единственного числа, остальные основы образуются от неё с помощью суффиксов. У около 30 % имён прямая и косвенная основы единственного числа совпадают. Около 9 % имён имеют несколько вариантов образования формы множественного числа.
Сложные существительные могут образовываться из двух корней в именительном падеже (например, /resːe-qʼunqʼa/ «гортань» ← /resːel/ «горло» + /qʼunqʼa/ «кадык») или из двух корней, находящихся в словосочетании (/batʼi-batɬʼ/ «пояс» ← /batʼ-i-ɬ̄/ [штаны-OBL-GEN] + /batɬʼ/ «кишка»).

#### Падеж
Имена багвалинского языка склоняются по падежам, которые условно делятся на «грамматические» и «локативные» (выражающие значения места). Грамматические падежи включают в себя номинатив, эргатив, генитив, датив, аффектив и субститутив. Они образуются присоединением аффиксов, в том числе классно-числовых показателей. «Локативные» показатели выражают локализацию (значение места) или направление движения. Параметр локализации может принимать следующие значения: субэссив («под X-ом»), суперэссив («на поверхности X-а»), адессив («около X-а»), контэссив («в контакте с X-ом»), локативный посессив («дома у X-а» или «на теле у X-а»), интерэссив и инессив («в X-е, внутри X-а»). К «двигательным» падежам относятся эссив («в X-е»), элатив («из X-а») и латив («к X-у»). Транслатив («через X») выражается нерегулярно и обычно факультативен. Эссив, выражающий отсутствие направления, не выражается отдельной морфемой и считается «стандартным» значением. В других случаях показатели «двигательных» падежей присоединяются к показателям локализации, образуя комбинации двух параметров. Различение на «грамматические» и «локативные» падежи условно; так, некоторые локативные падежи используются в синтаксических функциях. Иногда падежные формы могут лексикализоваться как отдельные основы (например, /lat͡ʃʼi-s̄/ [Лачи-GEN] означает «человек из села Лачи»).

#### Именной класс
В багвалинском языке каждое существительное принадлежит к определённому именному классу. Всего классов три: мужской, женский и неличный, или средний. Существительные, обозначающие людей мужского и женского гендеров, имеют соответственно мужской и женский класс, средний класс соответствует всем остальным объектам и понятиям. Исключение составляют наименования людей, не привязанные к гендеру (например, /aram/ «человек»); они обычно входят в средний класс.
Класс обычно не маркируется на самом существительном, но выражается в согласовании прилагательных, глаголов и числительных (реже — наречий, частиц и послелогов). Эти слова обычно имеют классно-числовой показатель, который указывает на принадлежность существительного к определённому классу. В багвалинском есть две парадигмы классно-числовых показателей: одна используется в тех показателях, которые стоят в начале слова, другие — в остальных.

### Имя прилагательное
В основах большинства прилагательных есть классно-числовой показатель. Он находится в конце основы; в редких случаях он повторяется также в начале основы. Значительное число прилагательных имеет, помимо основы, словообразовательные суффиксы, стоящие перед классно-числовым показателем. Наиболее распространены суффиксы /a/, /ja/, /ija/, /u/ (например, /ʕabdal-u-w/ «глупый»). Прилагательное в позиции определения при имени согласуется с именем по классу и числу, но не по падежам и локализации. Падеж и локализация выражаются, только если прилагательное субстантивируется и становится главой именной группы. При образовании форм косвенных падежей перед окончанием падежа ставится суффикс косвенного падежа, различающийся для разных классов и чисел. У небольшого числа прилагательных, заимствованных из аварского языка, различаются формы при атрибутивном и предикативном употреблении: в последнем случае у них могут отпадать словообразовательный суффикс и показатель класса.
Прилагательные могут образовываться сложением основ (например, /anzʷ/ «снег» + /hacʼ-ab/ «белый» → /anzu-hacʼ-ab/ «белоснежный») или суффиксами (/zaral/ «вред» + /ija/ → /zaral-ija-b/ «вредный»). Также большинство основ может образовывать новые глаголы с помощью редупликации (/ʃanu-b/ «маленький» → /ʃa-ʃanu-b/ «мелкий»). Незначительное число прилагательных субстантивировались и склоняются как существительные.

### Числительное
Для счёта в багвалинском языке используется десятеричная система счисления. Простые числительные состоят из корня и специального суффикса (например, /inʃ̄tu-ra/ «пять»). Составные числительные образуются сложением простых корней с использованием специальных «связующих» аффиксов. Багвалинский имеет две серии порядковых числительных, образующихся от количественных двумя разными суффиксами (например, «пятитысячный» может выражаться как /inʃ̄tuʔ-azaru-da-la-ɬo-b/ или как /inʃ̄tuʔ-azaru-da-la-la/). Есть также серии распределительных числительных, которые образуются с помощью редупликации (например, /inʃ̄tu-inʃ̄tu-ra/ «по пять»), и кратных числительных (/inʃ̄tʷ-ac’is̄/ «пять раз»). При числительном существительное стоит в единственном числе.

### Местоимение
В багвалинском есть личные, указательные, вопросительные, неопределённые и универсальные, а также логофорическое и возвратное местоимения. Личные местоимения есть только у 1-го и 2-го лица. Есть два местоимения 1-го лица множественного числа («мы»): инклюзивное и эксклюзивное. Личные местоимения склоняются по падежам. Указательные местоимения образуются от нескольких основ, которые различаются степенью удалённости объекта от говорящего. Логофорическое местоимение /e-b/ «он» заменяет личное местоимение 3-го лица. От него суффиксально образуется возвратное местоимение /e-b-da/. Оно может использовать как локальную, так и дистантную кореференцию, а также иметь функции интенсификатора.

### Наречия
В багвалинском языке есть наречия. Отличительной особенностью языка является богатая система дейктических наречий места и времени. Многие наречия могут употребляться как послелоги. Наречия могут иметь слот для именного класса, который согласуется с именной группой в номинативе. Они также могут изменяться по некоторым локативным падежам. Некоторые наречия произошли от форм существительных в косвенных падежах. С точки зрения морфологии к наречиям можно отнести многие названия сёл багвалинского ареала и городов Дагестана, семантически являющиеся «именами собственными»: некоторые из них по типу склонения и употреблению в речи больше похожи на имена существительные, а некоторые на наречия места.

### Глагол
Багвалинский глагол обладает богатой словоизменительной системой. От одного корня могут образовываться 54 синтетические формы. Это пять временных форм в изъявительном наклонении, девять других наклонений (три формы императива, четыре формы оптатива, прохибитив и ирреалис), а также разные виды инфинитивов, масдаров, причастий, деепричастий и других форм. Формы различаются по финитности. Формы одного глагола образуются от исходной основы, которая, помимо корня, может содержать классно-числовой показатель для согласования и суффикс каузатива. Каждая форма характеризуется собственным набором суффиксов (например, разными суффиксами от основы /aʃti/ «слушать» образуются императив /aʃt-a:/, будущее синтетическое время /aʃt-a:-s:/, причастие будущего времени /aʃt-a:-ɬ-o-b/ и многие другие формы). Некоторые глагольные суффиксы встречаются в других андийских языках, другие являются собственно багвалинскими инновациями. Глаголы имеют пять спряжений.
Используются также аналитические глагольные формы, состоящие из основного и вспомогательного глаголов. Основной глагол выражает лексическое значение, а вспомогательный — грамматические значения (например, форма имперфекта глагола /hec’i/ «вставать»: /hec’i-ra-χ b-uk’a/). Вспомогательными могут служить глаголы /ek'ʷa/ «быть», /b-uk’a/ «быть» и, реже, /b-isã/ «находить». Встречаются аналитические конструкции второй степени: такие, в которых вспомогательный глагол также выражен аналитически (например, форма заглазного имперфекта: /hec’i-ra-χ b-uk’a-b-o ek'ʷa/).
Финитные формы настоящего времени — хабитуалис и презенс, который может выражать как актуально-длительное, так и хабитуальное значение. Будущее синтетическое и будущее аналитическое почти не отличаются в значении. Будущее время также выражается интенционалом — формой, указывающей на намерение совершения действия, и проспективом — формой, обозначающей, что событие вероятно. Формы будущего времени имеют соответствия в прошедшем времени («будущее-в-прошедшем»). Система прошедшего времени включает в себя формы претерита и перфекта, противопоставленные по наличию/отсутствию эвиденциальности. Есть также формы относительного времени, описывающие отношение одной ситуации к другой во времени: плюсквамперфект и его аналог в будущем («преждебудущее»).
Если в глагольной основе есть классно-числовой показатель, то глагол согласуется по классу и числу с существительным в именительном падеже. Классно-числовой показатель в большинстве случаев выражен одной согласной фонемой. У примерно 30 % глаголов он расположен в начале основы как приставка (например, /b-iʁi/ «останавливаться»). В двух глаголах показатель выражается инфиксом. После корня в разных глагольных формах могут иметься также суффиксальные слоты для класса, но их может занимать только показатель неличного класса /r/. Таким образом класс может выражаться в глагольной форме до трёх раз (например, в форме отрицательного деепричастия: /b-iʁi-r-t͡ʃ'i-ra-r-o/).
В багвалинском есть лабильные глаголы. Многие глаголы регулярно образуют форму каузатива с помощью усечения корня и специального суффикса: /gi<r>di/ «падать» → /gir-eː/. Кроме того, распространены аналитические каузативные конструкции с глаголом /b-eʃta/ «пускать». В языке есть биабсолютивные конструкции, но они редко употребляются. Некоторые глаголы могут образовывать специальные основы, выражающие значения дистрибутивности и множественности, с помощью частичной редупликации: /hali/ «болеть» → /halali/. Обычные глагольные основы могут быть образованы от прилагательных или существительных: /mukʼu-b/ «маленький» → /mukʼu-li/ «уменьшаться».
Багвалинский располагает богатой системой конвербов (причастий и деепричастий) — они делятся на подвиды, которые образуются по-разному. Встречаются лексикализованные конструкции с деепричастными оборотами. В таких конструкциях один глагол «модифицирует» значение другого: например, /hur r-ukã r-uɬu/ (дрова NPL-загораться NPL-кончаться) означает «дрова догорели». Также распространены сериальные конструкции, в которых некоторые глаголы могут использоваться для выражения аспектуального значения: например, /waʃa ʃʼʷaː w-eɬi/ (мальчик бежать M-уходить) «мальчик убежал».

### Частицы
Багвалинский язык богат разнородными частицами, которые в силу разнородности семантики и фонетических свойств не объединяются в естественную категорию. Большинство из них просодически несамостоятельны, то есть присоединяются к другим фонетическим словам, однако по разным причинам причисление их к категории клитик также неоднозначно. Эти «служебные слова» включают в себя различные дискурсивные, эмфатические, модальные частицы, частицы с чисто синтаксическими функциями, союзы и другие. К «служебным словам» можно отнести и послелоги, в основном происходящие от наречий. Послелогов, не имеющих наречных употреблений, сравнительно мало. Кроме частиц, в багвалинском есть несколько междометий.

## Синтаксис
В простом предложении различаются абсолютная, эргативная, дативная и аффективная конструкции. С точки зрения стратегии кодирования глагольных актантов багвалинский является эргативным языком. При переходных глаголах семантический агенс кодируется эргативом, а пациенс — абсолютивом: например, /ʔali-r ritɬʼ b-aqʼi/ (Али-ERG мясо.ABS N-резать) «Али нарезал мясо». При трёхместных глаголах кодирование различается: у глаголов давания реципиент кодируется дативом, а у глаголов говорения адресат кодируется суперлативом. Багвалинский тяготеет к семантически ориентированному кодированию. Порядок некоторых слов внутри предложения (в частности, вспомогательных глаголов, частиц и энклитик) может маркировать фокус. Стандартным порядком слов считается SOV.
Именная группа, образуемая вершиной в виде имени существительного, может включать в себя прилагательные, числительные, указательные местоимения, дополнения в генитиве или причастные относительные предложения. Распространены послелоги, которые почти всегда употребляются только после именной группы. В багвалинском языке широко используется синтаксический нуль (PRO): он возникает в некоторых синтаксических конструкциях и не является факультативным.
Согласование по классу и числу производится с помощью классно-числовых показателей. Различаются согласование внутри клаузы (локальное) и между клаузами (дистантное). При локальном согласовании контролёром согласования прототипически является именная группа в абсолютиве, а мишенями выступают глагол и его зависимые, а также зависимые самой именной группы. В сложных случаях разные группы внутри клаузы могут претендовать на роль контролёра и конкурировать между собой по определённым правилам.
Сочинение клауз часто выражается сочетанием финитных и нефинитных форм глагола. В качестве относительного предложения часто выступает причастная конструкция. Она допускает только рестриктивную интерпретацию. Для релятивизации доступны зависимые сентенциальных актантов и все типы именных групп, находящихся выше них в иерархии Кинэна-Комри (а именно актанты, сирконстанты, зависимые послелогов, объекты сравнения и некоторые другие). Связанная именная группа в зависимой клаузе заменяется PRO или специальным анафорическим местоимением. С помощью классно-числового показателя в приставке глагол зависимой клаузы согласуется со своей абсолютивной ИГ, а с помощью суффиксального показателя — с абсолютивной ИГ в главной клаузе. Эта особенность типична для нахско-дагестанских языков. Временная референция глагола зависимой клаузы может быть как свободной, так и таксисной. Относительное предложение обычно предшествует определяемому имени. Помимо стандартной причастной конструкции, есть и более периферийные относительные конструкции и другие способы релятивизации — например, с помощью деепричастий и других конвербов. Обстоятельственные клаузы также используют конвербы.

## Лексика
Большое влияние на багвалинскую лексику оказал аварский язык. Например, из аварского заимствованы слова /botɬʼiri/ «нравиться, любить», /bercina-b/ «красивый», /cʼaqʼ/ «очень». Посредством аварского в багвалинский проникло много тюркизмов, иранизмов и в особенности арабизмов, среди которых значительную часть составляет религиозная лексика. В XX веке язык также заимствовал множество слов из русского. Заимствования обычно адаптируются к фонетической структуре багвалинского языка по особым правилам, но в спонтанной речи русизмы иногда могут произноситься с оригинальной фонетикой. Большинство заимствований из русского — существительные, но есть и слова других частей речи, в том числе дискурсивные выражения. Прилагательные заимствуются в форме мужского рода единственного числа, глаголы — в форме инфинитива.

## Изучение
Первые сведения об устройстве багвалинского языка были опубликованы в работах немецких лингвистов Родрига Эркерта и Адольфа Дирра. Основополагающие труды были написаны советскими лингвистами Того Гудавой и Загидат Магомедбековой. Наиболее подробное описание грамматики выполнено группой лингвистов Отделения структурной и прикладной лингвистики МГУ под руководством Александра Кибрика, изданное в 2001 году. В 2004 году вышел багвалинско-русский словарь под редакцией лингвистки Патимат Магомедовой.
Об истории багвалинского языка ничего не известно; исторических письменных памятников на багвалинском не найдено.

### Комментарии
1. ↑  Название языка по-багвалински записано сначала с помощью МФА, а затем с помощью аварского алфавита.
2. ↑  В каждой ячейке слева направо: краткий неназализованный, долгий неназализованный, краткий назализованный, долгий назализованный.
3. ↑  C — любая согласная, V — любая гласная фонема; R — любая сонорная согласная, T — любая шумная согласная фонема[21].
4. ↑  Аффективом здесь называется форма, используемая при некоторых глаголах для выражения семантической роли экспериенцера. Субститутив выражает значение «вместо X-a»[34].
5. ↑  Эта категория похожа на категорию грамматического рода, но применительно к языкам нахско-дагестанской семьи, в которых классов может быть больше трёх, часто употребляют именно термин «именной класс».
6. ↑  В багвалинском две разные глагольные основы выражают значение «быть».